# Bryocatus
Bryocatus är ett släkte av skalbaggar. Bryocatus ingår i familjen Erirhinidae.

## Dottertaxa tillBryocatus, i alfabetisk ordning[1]
- Bryocatus alternans
- Bryocatus amplus
- Bryocatus angustus
- Bryocatus burrowsi
- Bryocatus crassipes
- Bryocatus crassirostris
- Bryocatus diversus
- Bryocatus elegans
- Bryocatus fordi
- Bryocatus humeratus
- Bryocatus iridescens
- Bryocatus jugosus
- Bryocatus lugubris
- Bryocatus nigrirostris
- Bryocatus niticollis
- Bryocatus nodicollis
- Bryocatus ovipennis
- Bryocatus plicatus
- Bryocatus quadricollis
- Bryocatus rubidus
- Bryocatus rugosus
- Bryocatus thoracicus